# 2245 Hekatostos
2245 Hekatostos је астероид главног астероидног појаса. Приближан пречник астероида је 29,28 ,
а средња удаљеност астероида од Сунца износи 2,636 астрономских јединица (АЈ).
Инклинација (нагиб) орбите у односу на раван еклиптике је 11,854 степени, а орбитални период износи 1563,801 дана (4,281 године). Ексцентрицитет орбите астероида износи 0,131.
Апсолутна магнитуда астероида износи 11,30 а геометријски албедо 0,062.
Астероид је откривен 24. јануара 1968. године.